# 28.ª División (Ejército Popular de la República)
La 28.ª División fue una de las divisiones del Ejército Popular de la República que se organizaron durante la guerra civil española sobre la base de las Brigadas Mixtas. Estuvo desplegada en los frentes de Aragón y Segre.

## Historial
La unidad fue creada en abril de 1937 a partir de la antigua columna «Ascaso», mandada por el anarquista Gregorio Jover. La nueva 28.ª División, además de las fuerzas procedentes de la columna «Ascaso», también había absorbido los restos de otras fuerzas milicianas y pasó a estar compuesta por las brigadas mixtas 125.ª, 126.ª y 127.ª; siguió bajo el mando de Jover.
La 28.ª División permaneció en el Frente de Aragón durante buena parte de la contienda. En junio de 1937 tomó parte en la fracasada ofensiva sobre Huesca, y a finales de agosto una de sus unidades —la 127.ª BM— tomó parte en la ofensiva de Zaragoza. En febrero de 1938 llegó a intervenir en los combates de la batalla del Alfambra. Durante la posterior ofensiva franquista en el frente de Aragón, la unidad encadenó varias retiradas ante la presión enemiga. Tomó parte en los combates de Levante integrada en el XIII Cuerpo de Ejército,  siendo posteriormente trasladada al frente de Extremadura, donde participó en los contraataques republicanos contra la ofensiva emprendida por el ejército de Queipo de Llano. En enero de 1939 participó en la ofensiva de Valsequillo, integrada en la Agrupación «Toral».

## Mandos
Comandantes
- mayor de milicias Gregorio Jover,[7][8] desde abril de 1937;
- mayor de milicias Juan Mayordomo Moreno,[9] desde el 11 de agosto de 1938;[10]

Comisario
- Adolfo Arnal García, de la CNT;[10]
- Pedro Fernández Alonso, de la CNT;[11]

Jefe de Estado Mayor
- comandante de infantería Ramón Rodríguez Bosmediano;

## Orden de batalla
| Fecha              | Cuerpo de Ejército adscrito | Brigadas Mixtas integradas | Frente de batalla |
| ------------------ | --------------------------- | -------------------------- | ----------------- |
| Mayo-junio de 1937 | X Cuerpo de Ejército        | 125.ª, 126.ª y 127.ª       | Aragón            |
| Diciembre de 1937  | XXI Cuerpo de Ejército      | 125.ª, 126.ª y 127.ª       | Aragón            |
| Abril de 1938      | XIII Cuerpo de Ejército     | 125.ª, 126.ª y 127.ª       | Levante           |
| Agosto de 1938     | VII Cuerpo de Ejército      | 125.ª, 126.ª y 127.ª       | Extremadura       |